# シラネアオイ
シラネアオイ（白根葵、学名：Glaucidium palmatum Siebold et Zucc.）は、キンポウゲ科（シラネアオイ科として分けることも多い）シラネアオイ属の多年草。深山の植物。日本固有種の1属1種である。

## 特徴
北海道から本州中北部の日本海側にかけての山地帯と亜高山帯のやや湿り気のあるところに分布している。高さは20-30 cm。花期は5-7月頃。花弁はなく、7 cmほどの淡い紫色の大きな萼片が4枚あり、美しい姿をしている。
和名は、日光白根山に多く、花がタチアオイに似ることからシラネアオイ（白根葵）と名づけられた。別名で「山芙蓉（やまふよう）」、「春芙蓉（はるふよう）」ともいう。

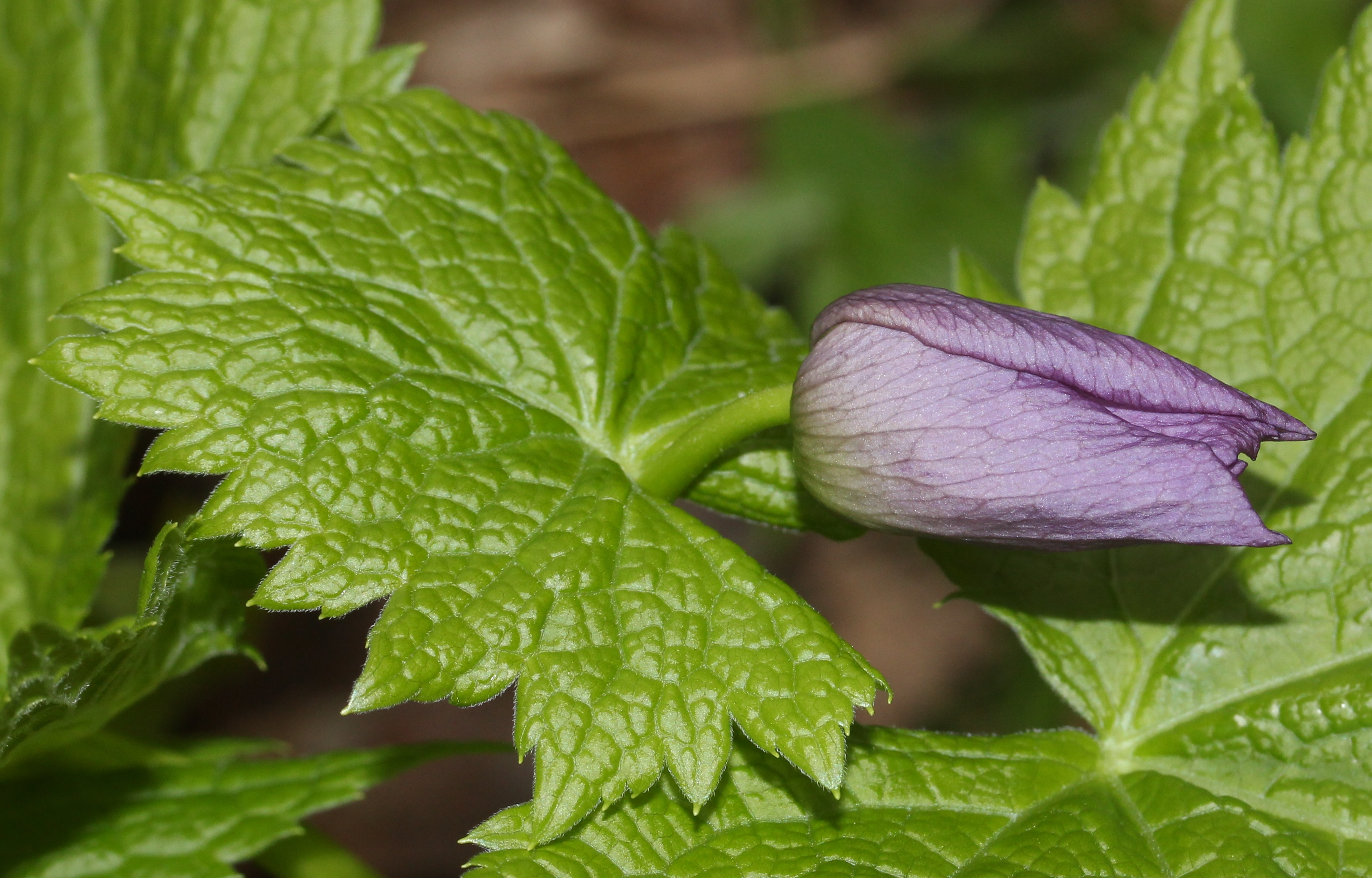
葉と蕾
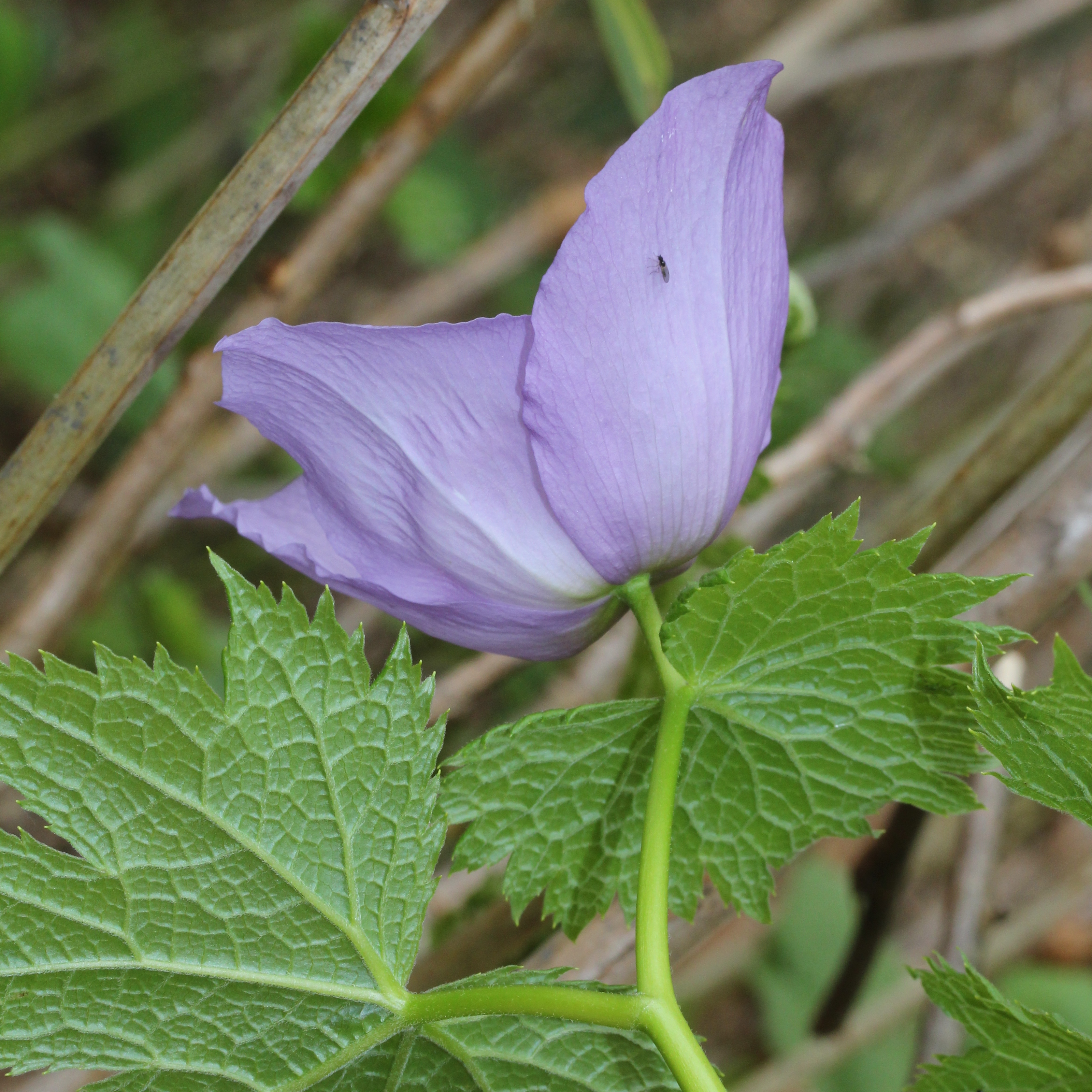
側面

## 分類・系統
本種は1属1種のシラネアオイ科としてキンポウゲ科から分離することもあり（ダールグレン体系など）、かつてキンポウゲ科に含められていたボタン科（現在では別系統と見るのが定説）に近縁とする説もあった。しかし分子系統解析によれば、北米に分布するヒドラスチス属（Hydrastis：これも1属1種のヒドラスチス科Hydrastidaceaeとする説がある）とともにキンポウゲ科から初期に分岐したと考えられ、系統的にはキンポウゲ科に含めるのが適切である。萼片が白いものが、シロバナシラネアオイ（Glaucidium palmatum f. leucanthum）。果実が1個の袋果になるものが、ヒトツミシラネアオイ（Glaucidium palmatum f. monocarpum）。八重咲きのものが、エゾアオイ（Glaucidium palmatum f. paradoxum）。

## 種の保全状況評価
日本の以下の都道府県でレッドリストの指定を受けている。
- 絶滅危惧I類 - 栃木県
- 絶滅危惧II類 - 宮城県、長野県（シロバナシラネアオイを含む）
- 絶滅危急種 - 北海道（環境省の絶滅危惧II類相当）
- 準絶滅危惧 - 秋田県、福島県、群馬県

## その他
新潟県妙高市の市の花に指定されている。また、統廃合前（現在は十日町市）の新潟県東頸城郡松之山町の町の花に指定されていた。田中澄江が『新・花の百名山』の著書で、日光白根山を代表する花の一つとして紹介した。